# Debre Tabor
Debre Tabor o Debra Tabor es una ciudad etíope. En 2012 tenía alrededor de 51 000 habitantes. Se encuentra a una altitud de 2706 m s. n. m.

## Historia

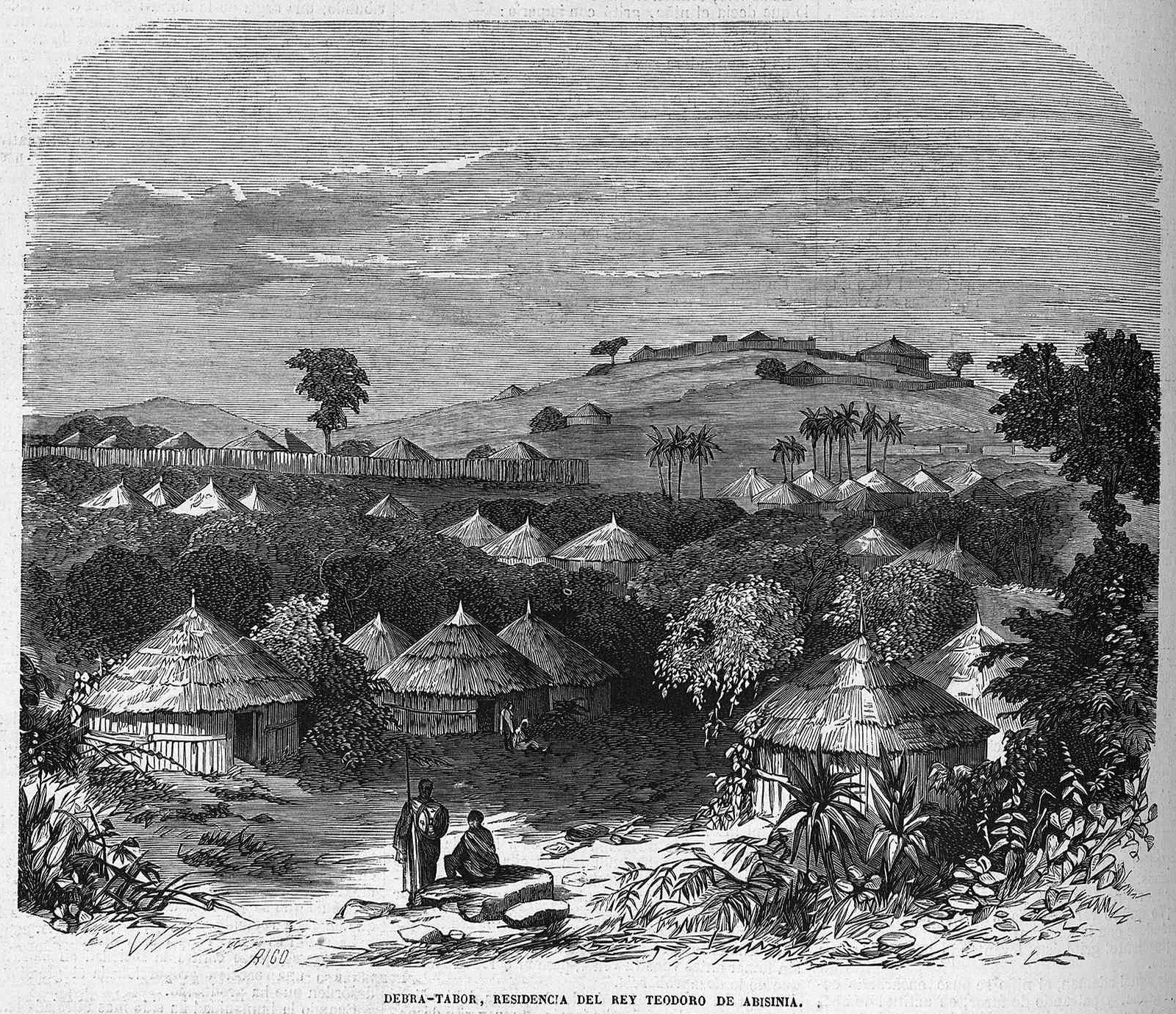
Debra-Tabor, grabado de Rico en El Museo Universal (1868).

Debre Tabor fue fundada por el ras Gugsa Mersa.
En 1835 y en mayo de 1853 la ciudad fue saqueada e incendiada. Volvería a sufrir otro nuevo saqueo en 1842. Tras la visita de los franceses Edmond Combes y Maurice Tamisier en 1835 estos afirmaron que Debre Tabor se encontraba asentada sobre una meseta irregular, con casas desperdigadas.
Fue capital imperial a mediados del siglo XIX, tras ser esta trasladada desde Gondar por el emperador Teodoro II de Etiopía.
A finales de la década de 1870 era conocida como la «ciudad del emperador Juan», pues también este gobernante estuvo asentado allí. Tras la muerte de este último la importancia de la ciudad decayó, aunque a comienzos del siglo XX seguía siendo un núcleo importante a nivel provincial, con una población estimada entre 4000 y 10 000 habitantes.
Debre Tabor fue ocupada por el general de la Italia fascista Achille Starace el 28 de abril de 1936.